# 瓦洛里斯
瓦洛里斯（法語：Vallauris，法語發音：[valoʁis]）是法国滨海阿尔卑斯省的一个市镇，位于该省南部，属于格拉斯区。

## 地名
该地名“Vallauris”发音为[valoʁis]，末尾字母“s”发音，《世界地名译名词典》将其误译作“瓦洛里”。

## 地理
瓦洛里斯（43°34'47"N, 7°3'12"E）面积13.04 平方千米，位于法国普罗旺斯-阿尔卑斯-蓝色海岸大区滨海阿尔卑斯省，该省份为法国东南部沿海省份，南濒地中海，西南至瓦尔省，西北接上普罗旺斯阿尔卑斯省，北部和东部与意大利接壤。
与瓦洛里斯接壤的市镇（或旧市镇、城区）包括：昂蒂布、戛纳、勒卡內、穆然、瓦尔博讷。
瓦洛里斯的时区为UTC+01:00、UTC+02:00（夏令时）。

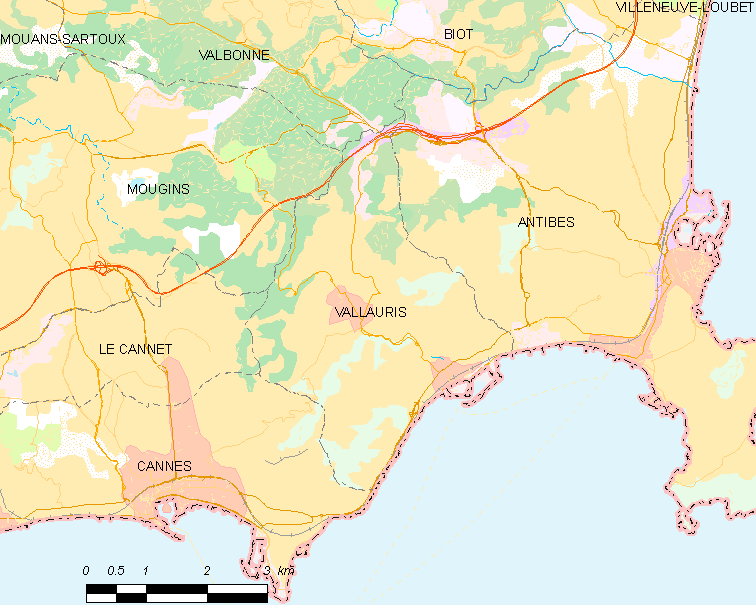
瓦洛里斯的OSM定位图

## 行政
瓦洛里斯的邮政编码为06220，INSEE市镇编码为06155。

## 政治
瓦洛里斯所属的省级选区为昂蒂布第一县。

## 人口

1962-2008年间瓦洛里斯人口变化图示

瓦洛里斯于2022年1月1日时的人口数量为28579人。